# Disco Dance With You

Disco Dance with You est le premier single de Teki Latex, il est diffusé sous trois supports : Maxi, 12" & Digital single.

## Pistes
1. Disco dance with you
2. Disco dance with you - V V Remix
3. Electronic
4. Disco dance with you - Para One Remix
5. Disco dance with you - Spank Rock Remix feat. Amanda Blank